# Nikolai Wladimirowitsch Drosdezki
Nikolai Wladimirowitsch Drosdezki (russisch Николай Владимирович Дроздецкий; * 14. Juni 1957 in Kolpino, Russische SFSR; † 24. November 1995 in Sankt Petersburg) war ein russischer Eishockeyspieler.

## Karriere
Drosdezki spielte von 1974 bis 1979 und 1986 bis 1989 für SKA Leningrad. 1979 wechselte er zum damaligen Eliteklub HK ZSKA Moskau. Hier blieb er bis 1986, danach ging er bis 1995 nach Schweden und spielte für den Borås HC. Insgesamt erzielte er 252 Tore in 503 Spielen in der sowjetischen Liga.
Schon früh wurde er in das Team der sowjetischen Eishockeynationalmannschaft berufen. Am 15. April 1980 stand er in einem Spiel gegen Finnland zum ersten Mal für die Sbornaja auf dem Eis. Seine internationale Karriere wurde mit der Goldmedaille bei den Olympischen Winterspielen 1984 gekrönt. Für die Nationalmannschaft erzielte er 64 Tore in 109 Länderspielen. Bei den Eishockey-Weltmeisterschaften wurde er zweimal mit seiner Mannschaft Weltmeister (1981 und 1982). 1981 wurde er in die „Russische Hockey Hall of Fame“ aufgenommen. Am 3. Mai 1986 bestritt er sein letztes Länderspiel.
Er starb an den Folgen seiner Diabeteserkrankung.